# Fregaty rakietowe typu Ulsan
Fregaty rakietowe typu Ulsan – typ dziesięciu południowokoreańskich wielozadaniowych fregat rakietowych zbudowanych w latach 80. i 90. XX wieku. Okręty służą obecnie w Marynarce Wojennej Republiki Korei oraz Bangladeskiej Marynarce Wojennej.

## Okręty
Korea Południowa
- FFK-951 "Ulsan"
- FFK-952 "Seoul"
- FFK-953 "Chungnam"
- FFK-955 "Masan"
- FFK-956 "Gyeongbuk"
- FFK-957 "Jeonnam"
- FFK-958 "Jeju"
- FFK-959 "Busan"
- FFK-961 "Cheongju"

 Bangladesz
- BNS "Khalid Bin Walid" (wcześniej BNS "Bangabandhu")